# نوربرت توث
نوربرت توث (بالمجرية: Tóth Norbert)‏ هو لاعب كرة قدم مجري في مركز الوسط، ولد في 11 أغسطس 1976 في زومباثلي في المجر. شارك مع منتخب المجر تحت 21 سنة لكرة القدم ومنتخب المجر لكرة القدم. أما مع النوادي، فقد لعب مع زالايغيرزيغي تورنا إغيليت ونادي أويبست ونادي بانيونيوس ونادي فاساس ونادي مول فيهيرفار.

## وصلات خارجية
- نوربرت توث على موقع قاعدة بيانات كرة القدم.إي يو (الإنجليزية)
- نوربرت توث على موقع ناشيونال فوتبول تيمز (الإنجليزية)
- نوربرت توث على موقع Soccerbase.com (لاعب) (الإنجليزية)